# Greece (Lied)
Greece (englisch; „Griechenland“) ist ein Lied des britischen Musikers und Ex-Beatles George Harrison aus dem Jahr 1982. Seine Besonderheit liegt darin, dass es ein Instrumentalstück mit kurzem Text ist.

## Hintergrund
Als Anlass zur Komposition von Greece wird Harrisons Nähe zur Komikergruppe Monty Python vermutet, da er im Text mehrere Wortspiele verwendet. Möglicherweise hat sich George Harrison auch an seine Aufenthalte in Griechenland im Juli 1967 und im August 1968 erinnert.

## Text
Der Text wird angegeben mit:

“Welcome to Slovia. Not past Armenia. Welcome to Lourdes and lay. Left side of Turkey. Run ’round near Fiji, you’ll find Greece.
Homemade Athena, handed on Plato. Hole in my Socrates. I came Acrop’lis a Monty Pythag’rus who sees Greece.”

Hier spielt Harrison mit den Namen dreier griechischer Philosophen: “handed on Plato” hat als Grundlage “handed on (a) plate”, “hole in my Socrates” spielt auf “hole in my sock(s)” an und “Monty Pythagoras” verweist auf Monty Python.

## Komposition
Das Stück ist in A-Dur notiert, steht im Viervierteltakt und hat eine Länge von 3:57 Minuten. “Melodically simple, ‘Greece’ is based on one childlike seven-note theme […]” („Melodisch einfach, basiert ‚Greece‘ auf einer kindlichen Sieben-Ton-Melodie […]“). Der kurze Text setzt erst zum Schluss ein.

## Besetzung
Besetzungsliste:
- George Harrison: Gitarren, Dobro, Gesang
- Herbie Flowers: Bass
- Mike Moran: Keyboards, Synthesizer
- Billy Preston: Keyboards, Synthesizer[14]
- Henry Spinetti: Schlagzeug

## Aufnahme
Der Song wurde zwischen dem 5. Mai und dem 27. August 1982 in Harrisons Anwesen Friar Park in Henley-on-Thames (F.P.S.H.O.T.) aufgenommen.

## Veröffentlichung
Greece wurde auf der LP Gone Troppo im November 1982 veröffentlicht, außerdem erschien es als B-Seite von Wake Up My Love. In Deutschland wurde das Stück im Februar 1983 darüber hinaus als B-Seite von I Really Love You, einer Komposition von Leroy Swearingen, herausgebracht.

## Chartplatzierungen
Die Single erreichte nur in den USA einen Platz in den Charts, Nummer 53 als höchste Platzierung.

## Kritiken
“A pleasant instrumental […]”

„Ein gefälliges Instrumentalstück […]“

“‘Greece’ is a light and sunny tune that conjures the sound of a Mediterranean beach holiday […]”

„‚Greece‘ ist eine leichte und sonnige Melodie, die den Klang eines Strandurlaubs am Mittelmeer hervorzaubert […]“

“[…] this is what Harrison did best, play beautiful slide guitar and write simple but catchy melodies. His guitar tone is as warm as the Mediterranean sea.”

„[…] das ist, was Harrison am besten konnte, wunderschön Slide-Gitarre spielen und einfache, aber einnehmende Melodien schreiben. Sein Gitarren-Ton ist so warm wie das Mittelmeer.“

„[…] entspricht einem sinnfreien pythonesken Humor, der auch in anderen Songtexten von Harrison, wie zum Beispiel Greece, zum Ausdruck kommt.“

“‘Greece’ is a mostly instrumental travelogue – travel being one of the nominal themes of the album. It boasts a catchy, bouncy melody and a handful of guitar parts that variously evoke Hawaiian guitar and the Greek bouzouki.”

„‚Greece‘ ist ein überwiegend instrumentaler Reisebericht - Reisen ist eines der Hauptthemen des Albums. Das Stück hat eine eingängige, schwungvolle Melodie und eine Handvoll Gitarrenparts, die an die hawaiianische Gitarre und die griechische Bouzouki erinnern.“